# イェミ・アラデ
イェミ・アラデ（Yemi Alade、1989年3月13日）はナイジェリアの女性シンガーである。「Johnny」等のヒット曲で知られる。

## 経歴
YEMI ALADEとして知られるYemi Eberechi Aladeは、1989年3月13日、ナイジェリアのアビア州に、ヨルバ人の父親とイボ人の母親のもと生まれる。

ラゴスの中等学校に通い、ラゴス大学で地理学を修めている。

## 音楽キャリア
2005年からガールズグループ「NOTY SPICES」として活動していた。2009年に現地の才能を発掘するテレビ番組「Peak Talent Show」にて優勝する。Jus' Kiddin' Entertainmentと契約し、シングルを一曲リリースする。
2012年には'Effyzzie Music Group'と契約する。2013年にリリースしたシングル「Bamboo」が高い評価を浮け、続くシングルはSELEBOBOプロデュースのもと「Johnny」を10月にリリースされ、ミュージックビデオは翌年まで作られなかったにもかかわらず大ヒットする。ビデオは2014年3月に公開され、2014年内で5百万ビューを超えた。
2014年10月アルバム「King of queens」をリリース。「Kissing」「Tangerine」「Pose (Ft.R2bees)」等をシングルカットし、ヒットさせる。アルバムには「Johnny」及び「Kissing」のフランス語バージョンも収められている。
2015年に先行シングルとしてリリースされていた「Na Gode」を含むアルバム「Mama Africa」を2016年3月にリリース。''DJ Arafat''（コートジボワール）、''Sarkodie''（ガーナ）、''Sauti sol''（ケニア）とのコラボレーション曲も収められた当アルバムはアフリカ人ミュージシャンとしてはiTunesミュージックストアで最多の先行予約数を記録した。